# Stark syra
Starka syror är syror som protolyseras till stor del, det vill säga de har ett högt värde på sin syrakonstant, Ka.
Några starka syror är:
- Vattenlösning av vätebromid
- Vattenlösning av vätejodid
- Perklorsyra
- Salpetersyra
- Saltsyra (en vattenlösning av väteklorid)
- Svavelsyra

Starka syror är även frätande liksom starka baser.